# Гаёк (Кропивницкий район)
Гаёк (укр. Гайок; до 2025 года — Майское) — село в Кетрисановской сельской общине Кропивницкого района Кировоградской области Украины.
До 2020 года входило в Бобринецкий район
Население по переписи 2001 года составляло 15 человек. Почтовый индекс — 27260. Телефонный код — 5257. Занимает площадь 0,628 км². Код КОАТУУ — 3520884005.
В июне 2025 года, постановлением Верховной Рады Украины селу было присвоено название Гаёк